# بدون سوتین

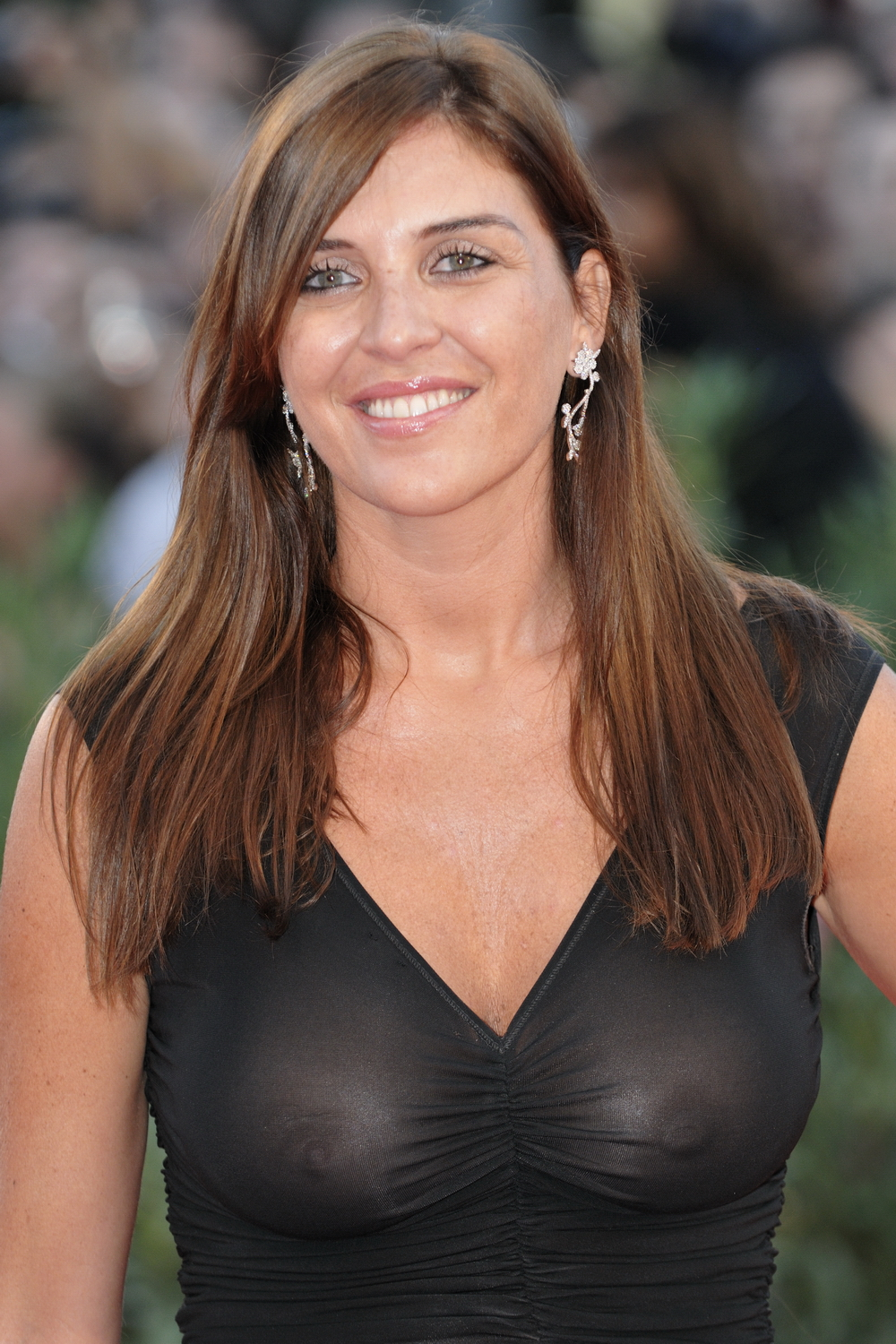
گیزلا مارنگو بازیگر و تهیه‌کننده ایتالیایی بدون سینه بند در شصت و ششمین جشنواره فیلم ونیز، ۲۰۰۹ ظاهر شد. او لباس شفاف پوشیده است.

در فرهنگ غربی، از دهه ۱۹۶۰، روندی آهسته اما پیوسته به سمت بی‌سوتینی (بدون پستان بند) (به انگلیسی: Bralessness) در میان تعدادی از زنان، به‌ویژه نسل هزاره، که مخالفت خود را با پوشیدن سوتین ابراز کرده‌اند، وجود داشته است. در سال ۲۰۱۶، مدیر مد مجله آلور، راشل وانگ، نوشت: "بدون سوتین رفتن به قدمت فمینیسم است، اما به نظر می‌رسد اخیراً به عنوان پاسخی مستقیم به موج سوم فمینیسم مانند کمپین هشتگ آزادی پستان #freethenipple، در بین ترانس‌ها نیز گسترش یافته مانند کاور کیتلین جنر برای وانتی فیر... و نمایش دختران لینا دانم.
زنان به دلیل نگرانی از احتمال ایجاد مشکلات سلامتی، هزینه خرید سینه بند و به دلایل اجتماعی که اغلب به روند انتخابات سیاسی مربوط می‌شود، انتخابشان این است که سینه بند نپوشند. زنان به محدودیت‌های فیزیکی و فرهنگی استفاده از سوتین در بارها در سالیان متمادی اعتراض کرده‌اند. اعتراض فمینیستی در مسابقه دوشیزه آمریکا در سال ۱۹۶۸ اغلب به عنوان آغاز جنبش ضد سوتین تلقی می‌شود و تولیدکنندگان را وادار نموده تا طرح‌های جدیدی را به بازار عرضه‌کنند که ظاهری نرم‌تر و طبیعی‌تر داشته‌باشند.
سوتین به‌طور فزاینده‌ای برای زنان و دختران موضوعی است. در گذشته زنان و دختران در سن مدرسه به دلیل نپوشیدن سوتین مورد آزار و اذیت قرار می‌گرفتند. زنان همچنین از کارفرمایان شکایت کرده‌اند که هم به دلیل تلاش برای الزام آنها به استفاده از سوتین و هم به دلیل آزار و اذیت در نتیجه انتخاب بدون سینه بند. کودکان دبیرستانی نیز به دلیل رفتن بدون سوتین توسط مدیران تنبیه و تحقیر شدند. مدیران و استادان نیز به دلیل کوتاهی در آموزش دانش آموزان پسر مورد انتقاد قرار گرفتند که دختران نباید مورد آزار و اذیت قرار گیرند یا به آنها توجه نادرست داده شود زیرا آنها فاقد سوتین هستند.

## قوانین
واژه بدون سینه بند (braless) اولین بار در حدود سال ۱۹۶۵ استفاده‌شد سایر اصطلاحات برای عدم استفاده از سوتین عبارتند از آزادی سینه، آزادی سینه‌لختی و آزادی بی سوتینی. فعالانی که از بدون سینه بند بودن حمایت می‌کنند، از اعتراضات به عنوان "براوت" "bra-cott" یاد می‌کنند.

## مزایای عدم استفاده از سینه بند
| « | از نظر پزشکی، فیزیولوژیکی، آناتومیک – سینه‌ها از انکار گرانش سود می‌برند. برعکس، آنها با سوتین شل‌تر می‌شوند. | » |

محققان و پزشکان فواید برای عدم استفاده از سینه بند یافته‌اند. یکی از محققان دریافت که زنانی که سوتین نمی‌پوشند کمتر درد شانه و گردن را تجربه می‌کنند. بر اساس مطالعه‌ای که در نشریه مطالعه بالینی درد منتشر شده است، زنانی که سینه‌های بزرگ دارند می‌توانند با عدم استفاده از سوتین درد کمر را کاهش دهند و ممکن است استفاده از سوتین را به‌عنوان یک درمان ترجیحی به جای کاهش با ماماپلاستی بدانند. از بین زنانی که سینه‌های بزرگتری در این مطالعه شرکت کردند، ۷۹ درصد تصمیم گرفتند به‌طور کامل از پوشیدن سوتین خودداری کنند.

### بهبود شکل سینه

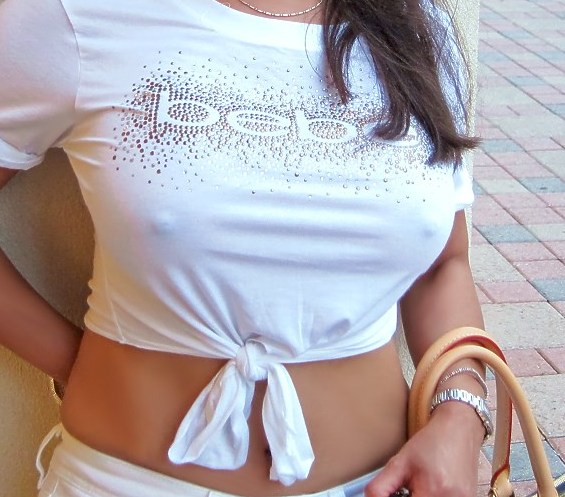
زنان بدون سوتین با تاپ بی بی (برش خورده)

لاکی سخون، متخصص زنان و زایمان اظهار داشت که زنانی که سینه‌هایی در هر اندازه دارند می‌توانند از سوتین استفاده نکنند. او می‌گوید: «زنانی که سینه‌های بزرگ‌تری دارند، ممکن است در ابتدا احساس ناراحتی بیشتری نسبت به زنانی که سینه‌های کوچک‌تری دارند، داشته باشند، زیرا ماهیچه‌های آن‌ها ممکن است در ابتدا ضعیف باشند و به اندازه کافی قوی نباشند که حمایت کافی را ارائه دهند». اگرچه با گذشت زمان، بدن آنها تنظیم می‌شود و به‌طور طبیعی شروع به حمایت مناسب از بافت سینه، بدون کمک سوتین می‌کند. او می‌گوید که شواهدی وجود دارد که نشان می‌دهد پوشیدن سوتین می‌تواند ماهیچه‌ها و رباط‌هایی را که از سینه‌ها حمایت می‌کنند در طول زمان تنبل کند و منجر به افتادگی و شلی سینه شود. او می‌گوید این باور که عدم استفاده طولانی‌مدت از سوتین باعث افتادگی سینه‌ها می‌شود، یک تصور غلط رایج است. او می‌گوید: «زنانی که دوره‌های طولانی را بدون استفاده از سوتین گذرانده‌اند، اغلب گزارش می‌دهند که این امر باعث می‌شود سینه‌هایشان به مرور زمان سفت‌تر، گردتر و پرپشت‌تر شود». زنانی که سینه‌های بزرگ‌تر یا پرتر دارند، ممکن است وقتی سوتین نمی‌پوشند، فشار بیشتری به کمر احساس کنند. هفته‌ها تا ماه‌ها طول می‌کشد تا قدرت در عضلات سینه و پشت آنها تقویت شود تا سینه‌ها بدون سوتین به خوبی حمایت شوند.
برخلاف مطلب بالا در مطالعه دیگری، روی یازده زن بالغ ۲۲ تا ۳۹ ساله که به مدت سه ماه از سوتین مناسب استفاده کرده و سپس به مدت سه ماه بدون سوتین بودند. پس از دوره بستن سوتین، در مقایسه با دوره بدون سوتین، فاصله بین نوک سینه‌های راست و چپ زن‌ها بیشتر شده و سینه‌های آنها بیشتر افتاده شده بود.

پروفسور ژان دنیس رویون، کارشناس علوم ورزشی از دانشگاه Franche-Comte در بزانسون، فرانسه، یک مطالعه ۱۵ ساله انجام داد که مزایای پوشیدن سوتین را مورد بررسی قرار داد. او تحقیقات اولیه خود را در سال ۲۰۱۳ مورد بحث قرار داد و توجه رسانه‌ها را در فرانسه و جاهای دیگر جلب کرد. در یک یافته بحث‌برانگیز، او به این نتیجه رسید که نوک پستان ۳۳۰ زن ۱۸ تا ۳۵ ساله که هرگز سوتین نمی‌پوشیدند به‌طور متوسط ۷ میلیمتر (۰٫۲۸ اینچ) نزدیکتر به شانه نسبت به زنانی است که هر ساله سوتین می‌پوشیده قرار دارد او نتیجه گرفت،
| « | از نظر پزشکی، فیزیولوژیکی، آناتومیک – سینه‌ها از انکار گرانش سود می‌برند. برعکس، آنها با سوتین شل‌تر می‌شوند. | » |

این تحقیق بدون درنظر گرفتن ساختار ژنتیکی و بیولوژیکی و سبک زندگی افراد بوده است.
هرچند وی خاطرنشان کرد که همه داوطلبان مطالعه بین ۱۸ تا ۳۵ سال سن داشتند و نتایج مطالعه هنوز مقدماتی است. با این حال او گفت: «برای زن میانسال، اضافه وزن، با ۲ تا ۴ فرزند؟ من اصلاً مطمئن نیستم که از کنار گذاشتن سوتین‌ها سود ببرد." نتیجه‌گیری او تا حدی توسط جراح پلاستیک دکتر استفورد برومند از مرکز پزشکی مونت سینا پشتیبانی شد. برای زنان جوان‌تر، نپوشیدن سوتین منجر به افزایش تولید کلاژن و خاصیت ارتجاعی می‌شود که لیفت سینه در حال رشد را بهبود می‌بخشد. همچنین، کشش روی بافت همبند و رباط‌های حمایت کننده سینه می‌تواند برای جلوگیری از افتادگی مفید باشد.» تحقیقات رویلون در بین برخی از زنان که از آن برای تقویت این استدلال که پوشیدن سوتین ناسالم و غیرضروری است مورد توجه قرار گرفته است. به مطالعات او توسط تعدادی از مقالات استناد شده است که از آن برای حمایت از این ایده استفاده می‌کنند که نپوشیدن سوتین برای یک زن قابل قبول است.
یافته‌های رویلون توسط برخی از رسانه‌های فرانسوی مسخره شد. نتایج و روش‌های تحقیقاتی او نیز توسط برخی مورد سؤال قرار گرفت که یافته‌های او را به چالش کشیدند زیرا در یک مجله پزشکی منتشر نشده بودند. منتقدان و شکاکان اشاره کردند که آنها نمی‌توانند مطالعه واقعی را که رویلون گزارش داده است، را پیدا کنند، اما همه فقط در مورد آن گزارش می‌دهد، از جمله مصاحبه اولیه در رادیو فرانسه که پوشش گسترده‌ای را ایجاد کرد است.
تا سال ۲۰۰۶، حدود ۱۰ درصد از زنان استرالیایی سوتین نمی‌پوشیدند. نظرسنجی‌ها گزارش داده‌اند که ۵ تا ۲۵ درصد از زنان غربی سوتین نمی‌پوشند.

### بهبود گردش خون
از آنجایی که یافتن یک سوتین مناسب دشوار است، زنانی که سوتین می‌پوشند گاهی احساس تنگی و انقباض می‌کنند. یک مطالعه نشان داد که ۷۰ درصد زنان از سوتین‌های خیلی کوچک استفاده می‌کنند. سخون می‌گوید که سوتین‌ها می‌توانند باعث شوند جریان خون به عضلات پشت و قفسه سینه مختل شود و به درد عضلات پشت کمک کنند. اگر زنانی که سینه‌های بزرگ دارند، از پوشیدن سوتین خودداری کنند، ممکن است سریع‌تر از زنانی که سینه‌های کوچک‌تری دارند، بهبود جریان خون را تجربه کنند، زیرا سوتین‌هایی که از سینه‌های بزرگ‌تر حمایت می‌کنند، نسبت سوتین‌هایی که زنانی با سینه‌های کوچک‌تری می‌پوشند، سفت‌تر هستند.

### راحتی بیشتر
زنان با سینه‌های بزرگ در مقایسه با زنان با سینه‌های کوچکتر احساس راحتی بیشتری می‌کنند. برخی از زنانی که در طول همه‌گیری کووید-۱۹ به دلیل دورکاری سوتین را کنار گذاشته‌اند، نمی‌خواهند دوباره سوتین بپوشند.

### بهبود سلامت پوست سینه
زنانی که سوتین می‌پوشند اغلب «عرق سینه»، منافذ مسدود شده، تحریک پوست و بوی بدن را تجربه می‌کنند. سوتین‌ها می‌توانند آکنه مکانیکی ایجاد کنند. با عدم استفاده از سینه بند می‌توان این مشکل را برطرف کرد.

## راحتی

### بدون سینه بند در خانه
بسیاری از زنان اعتراف می‌کنند پس یک روز کاری که به خانه بازمی‌گردند، یکی از چیزهایی که مشتاقانه منتظر آن هستند این است که به محض رسیدن به خانه سوتین خود را در بیاورند. یکی از سردبیران نوشت: «درآوردن سوتین احساسی بسیار رهایی‌بخش است، و ما خانم‌ها هر روز و در تمام طول روز منتظر آن هستیم.» در طول همه‌گیری COVID-19 و نیازهای بعدی برای دورکاری، بسیاری از زنان اعتراف کردند که از پوشیدن سوتین خودداری کرده‌اند.
ماریا تتامانتی، وبلاگ نویس مد میامی، با خوشحالی اعتراف کرد که در حالی که از خانه کار می‌کند، بدون سوتین است. "تنها ویژگی مثبتی که از این بیماری همه گیر ناشی می‌شود این است که ما می‌توانیم بدون سینه بند در خانه کار کنیم – بدون سیم، سوتین‌های بیش از حد نرم و بیش از حد پر شده.
طی آوریل ۲۰۲۰، فروش سوتین‌های آنلاین ۱۲ درصد کاهش یافت، این در حالی است که در بین سوتین‌هایی فروخته شده، فروش سوتین‌های بدون سیم ۴۰ درصد افزایش یافت.
زنان از این فرصت برای اجتناب از ناراحتی معمولی که اغلب همراه با پوشیدن سوتین است، استقبال کردند. یک تولیدکننده لباس از ۱۰۰۰ زن نظرسنجی کرد و دریافت که ۳۵ درصد از زنان هنگام کار از خانه بدون سوتین بودند. آنها همچنین گزارش دادند که هشتگ‌هایی مانند #nobranoproblem و #bralessandless در توییتر رایج هستند.

### راحتی مقدم بر مد

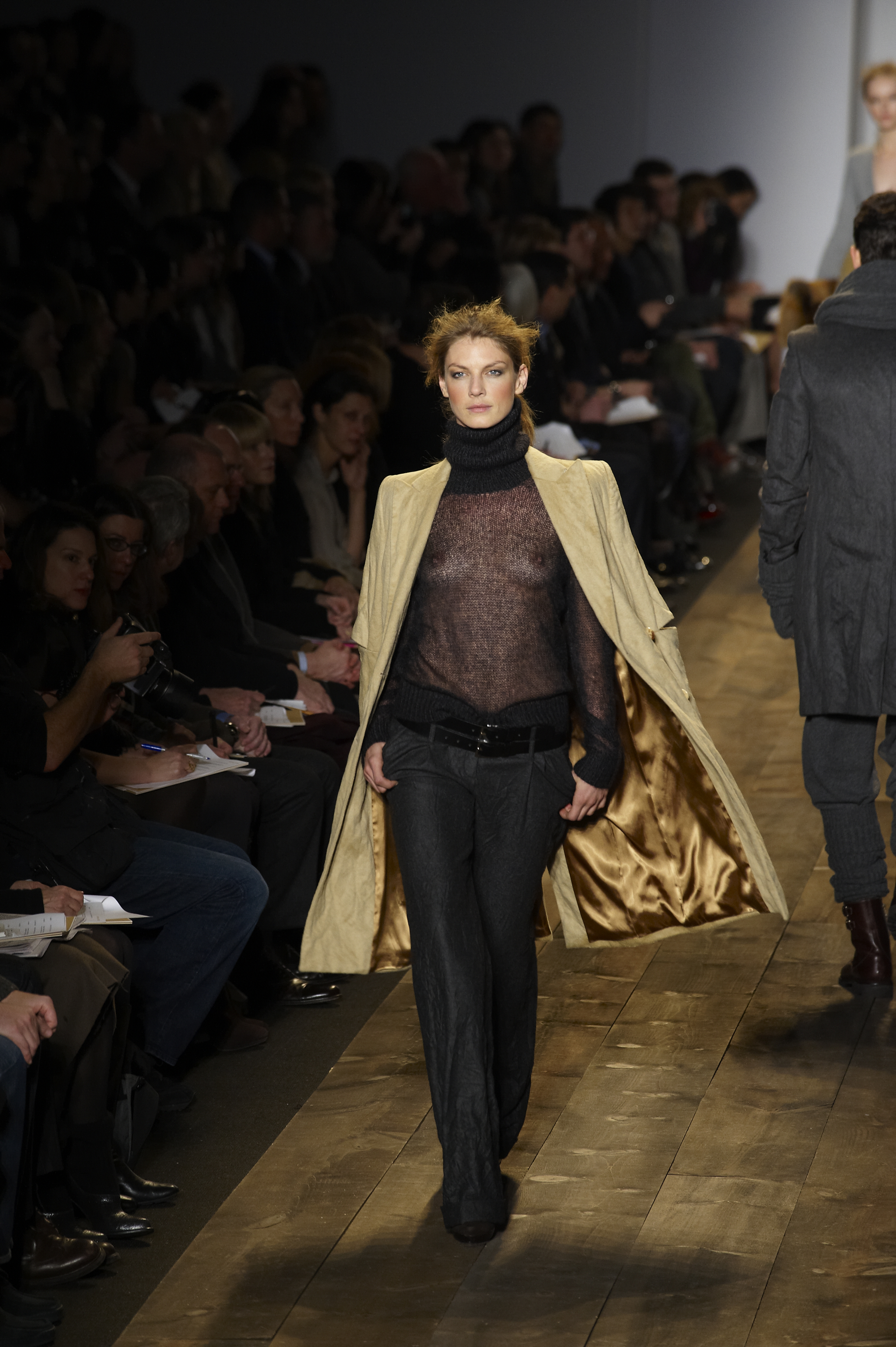
بدون توجه به مد، مدتهاست که بی خیالی در کت واک رایج بوده است. هفته مد نیویورک، ۲۰۱۰

در یک نظرسنجی هریس که به درخواست Playtex در سال ۲۰۰۹ انجام شد، از بیش از ۱۰۰۰ زن پرسش شد که در سوتین چه چیزی را دوست دارند. در میان پاسخ دهندگان، ۶۷ درصد گفتند که پوشیدن سوتین به نپوشیدن آن ترجیح می‌دهند، در حالی که ۸۵ درصد می‌خواستند یک سوتین تقویت کننده شکل سینه را بپوشند که اصلاً مشخص نباشد." در مورد سوتین‌های زیر سیم دار موافقان و مخالفان مساوی بود: ۴۹ درصد گفتند که سوتین‌های زیر سیم دار را ترجیح می‌دهند، همچنین ۴۹ درصد گفتند سوتین‌های بی سیم را ترجیح می‌دهند شرکت پوشاک Ruby Ribbon در سال ۲۰۱۴ از ۳۰۰۰ زن قبل از روز ملی بدون سوتین در مورد نگرش آنها نسبت به سینه‌ها و سوتین‌هایشان نظرسنجی کرد. در میان پاسخ دهندگان، ۹۲ درصد گفتند که آنها فقط خواهان حمایت و راحتی هستند و کمتر به جذابیت جنسی یا رنگ‌ها و طرح‌های مد روز علاقه مند هستند. بیست و یک درصد سوتین خود را "دشمن - ای کاش هرگز او را نمی‌دیدم" ارزیابی کردند و تقریباً نیمی از آنها (۴۶٪) پاسخ دادند: "یک شریک تجاری - من او را تحمل می‌کنم". وقتی از آنها خواسته شد که سینه بند را در یک کلمه توصیف کنند، محبوب‌ترین عبارت "ناراحتی" بود.

### سایز و ناراحتی پوشیدن سوتین
عوامل مختلفی پیدا کردن سینه بند مناسب برای زنان را دشوار می‌کند. این موارد شامل استانداردهای بین‌المللی تولید و روش‌های اندازه‌گیری، تنوع سایز سوتین، و تفاوت‌های آناتومیکی گسترده در بین زنان است. در برخی از زنان، یک سینه کمی بزرگتر از دیگری است. عدم تقارن آشکار در اندازه سینه در ۲۵ درصد از زنان رخ می‌دهد.
زنان تمایل دارند سینه بندی را پیدا کنند که دوست دارند اندازه سینه آنها آنگونه باشد و با آن سایز باقی بماند، حتی اگر وزن خود را کاهش دهند و اضافه کنند. مطالعات پزشکی نشان داده است که اکثر زنان در نتیجه پوشیدن سوتین درد را تجربه می‌کنند و نشان داده است که یافتن سوتین مناسب برای زنان دشوار است. در نتیجه این عوامل، ۸۰ تا ۸۵ درصد زنانی که سوتین می‌پوشند، سایز اشتباهی می‌پوشند. در یک مطالعه، نتیجه‌گیری شد ۷۰ درصد زنان از سوتین‌های خیلی کوچک و ۱۰ درصد از سوتین‌های خیلی بزرگ استفاده می‌کنند.
زنان از درد سینه، شانه، گردن و کمر، میگرن، سوء هاضمه، خراشیدگی پوست و محدودیت تنفس به دلیل استفاده از سوتین شکایت دارند. زنانی که سینه‌های بزرگی دارند بیشتر دچار ناراحتی می‌شوند. اندازه بزرگ کاپ با افزایش درد شانه و گردن مرتبط است. یک محقق دریافت که ۴۰ درصد از زنانی که اسب سواری می‌کردند، درد سینه را گزارش کردند. زنان اغلب ناراحتی و درد ناشی از پوشیدن سوتین را دلیل اصلی دوست نداشتن و کنار گذاشتن آن ذکر می‌کنند.

## مشکلات سلامتی

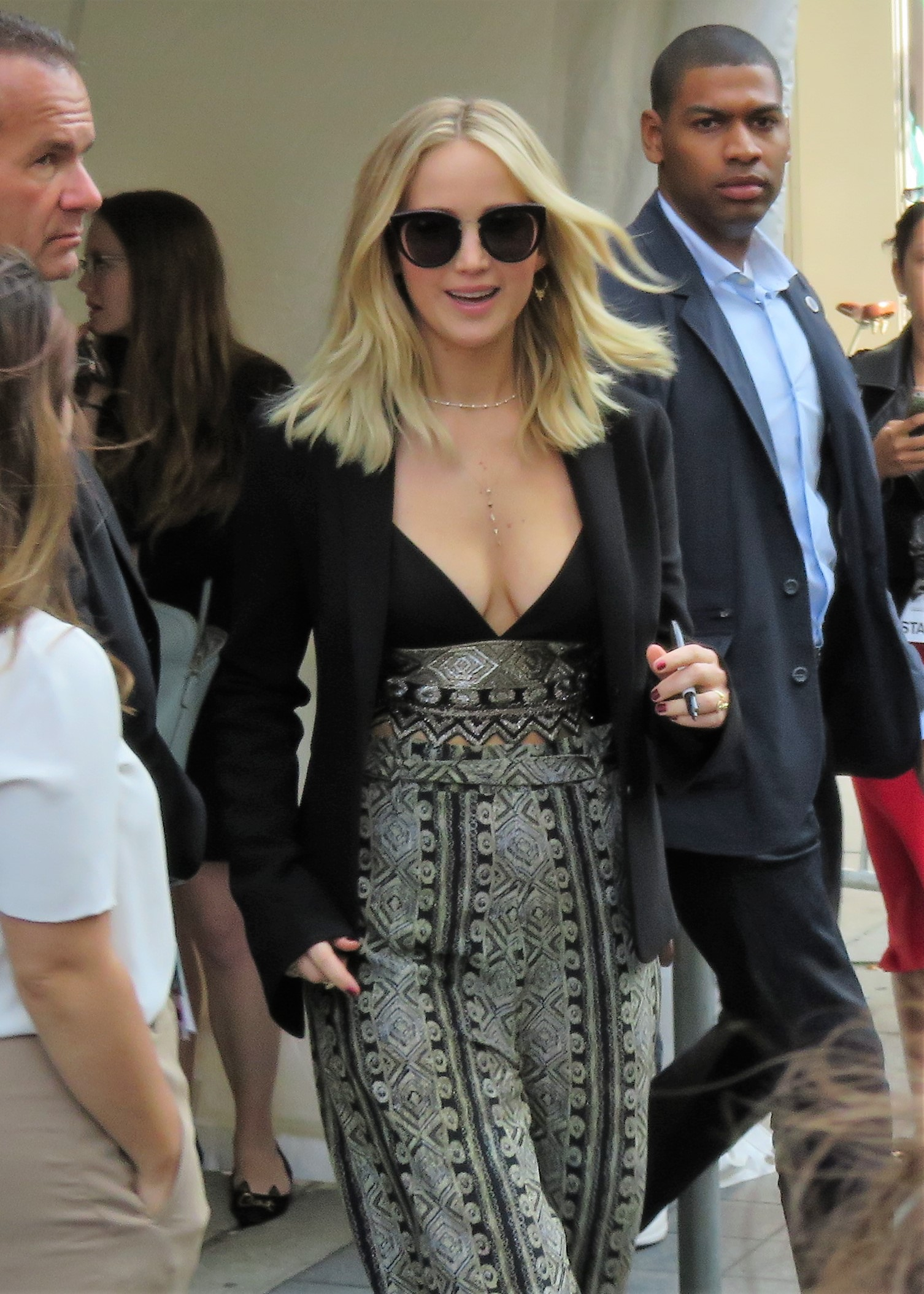
جنیفر لارنس در جشنواره فیلم تورنتو ۲۰۱۷

سوزان ام. لاو، پروفسور جراحی بالینی در دانشگاه کالیفرنیا، لس آنجلس، بنیان‌گذار ائتلاف ملی سرطان پستان است. او نوشت: «به جز زنانی که سوتین‌ها را به‌ویژه راحت یا ناراحت می‌دانند، تصمیم برای پوشیدن یا نپوشیدن آن صرفاً جنبه زیبایی شناختی یا احساسی دارد. اگر از آن لذت نمی‌برید و فشارهای شغلی یا اجتماعی شما را مجبور به انجام آن نمی‌کند، خود را اذیت نکنید.»

### ترس از سرطان
برخی از زنان ترجیح می‌دهند از سوتین استفاده نکنند، زیرا نگران این هستند که ممکن است خطر سرطان سینه را افزایش دهد. این ایده در سال ۱۹۹۵ در کتاب بحث‌برانگیزی <i id="mw8A">با لباس کشتن: پیوند بین سرطان سینه و سوتین</i> ترویج شد. یک نظرسنجی در سال ۲۰۰۲ نشان داد که ۶٪ از زنان موافق بودند که "سوتین‌های زیر سیم می‌تواند باعث سرطان سینه شود"، ۶۳٪ با این ادعا مخالف بودند و ۳۱٪ دیگر نمی‌دانستند.
هیچ مدرک علمی معتبری وجود ندارد که پوشیدن سوتین باعث سرطان شود. مؤسسه ملی سرطان ایالات متحده بیان می‌کند که مدرکی برای اینکه سوتین‌ها باعث افزایش خطر ابتلا به سرطان سینه در زنان می‌شود یافت نشده، و انجمن سرطان آمریکا اظهار داشت: هیچ مطالعه معتبر علمی وجود ندارد که نشان دهد پوشیدن سوتین از هر نوع باعث سرطان سینه جلوگیری می‌کند. "
اطلاعات نادرست در مورد سوتین و سرطان در سرتاسر اینترنت پخش شده است «بیشتر از یک مطالعه با چندین نقص علمی الهام گرفته شده است. . . این مطالعه که هرگز در یک مجله معتبر منتشر نشده است، با عوامل خطر شناخته شده در سرطان سینه مانند وزن و سن، که ممکن است با رفتار پوشیدن سوتین مرتبط باشد، سازگاری نداشته است. همچنین، شرکت کنندگان در مطالعه قبل از انجام نظرسنجی، این فرضیه را می‌دانستند.» یک مطالعه خوب در سال ۲۰۱۴ توسط محققان مرکز تحقیقات سرطان فرد هاچینسون در سیاتل هیچ ارتباط مستقیمی بین پوشیدن سوتین و ابتلا به سرطان سینه پیدا نکرد. این گزارش خاطرنشان کرد: «هیچ جنبه ای از پوشیدن سوتین، از جمله اندازه سینه بند، تازگی، تعداد متوسط ساعت استفاده در روز، پوشیدن سوتین با سیم زیرین یا سنی که برای اولین بار به‌طور منظم پوشیدن سوتین را شروع کرده‌اند، با خطر ابتلا به سرطان سینه مرتبط نبود.». این مطالعه شامل مطالعات دقیق در مورد سبک زندگی زنان و عادات پوشیدن سوتین بود و هیچ ارتباطی بین استفاده از سوتین و سرطان پیدا نکرد.

### افتادگی سینه
پس کرست‌ها را بسوزانید! … نه، نه نهنگ‌ها را نجات نمی‌دهید، دیگر هرگز به استخوان نهنگ نیاز نخواهید داشت. از فولادهای ظالمی که سالیان سال بر سینه و شکم شما مسلط بوده، آتش بسازید و نفس راحتی بکشید، به شما اطمینان می‌دهم که رهایی شما از این لحظه آغاز شده است.
یک تصور اشتباه رایج این است که سوتین برای جلوگیری از افتادگی سینه‌ها در مراحل بعدی زندگی ضروری است. هیچ رابطه‌ای بین پوشیدن سوتین و افتادگی پستان‌ها وجود ندارد. پوشیدن سینه بند برای هر مدتی باعث توقف، کندی افتادگی پستان نمی‌شود. جان دیکسی، مدیر عامل سابق سازنده سوتین پلی‌تکس، در مصاحبه‌ای با کانال ۴ تلویزیون بریتانیا توضیح داد: ما شواهدی داریم که نشان می‌دهد پوشیدن سوتین نمی‌تواند از افتادگی پستان جلوگیری کند، زیرا پستان به خودی خود عضله نیست، بنابراین حفظ آن غیرممکن است. . . پوشیدن یک سوتین خاص هیچ اثر دائمی روی سینه ندارد. سینه بند به شما شکلی می‌دهد که سینه بند طراحی شده است تا زمانی که آن را می‌پوشید به پستان شما شکل بدهد."

## مشکلات اجتماعی
زنان مدرن طوری اجتماعی شده‌اند که معتقدند سینه‌های خوش حالت مطلوب هستند. لورا تمپستا، کارشناس سینه بند و بنیان‌گذار تولیدکننده سینه بند Bravolution، اظهار داشت: «سینه‌های برآمده در فرهنگ ما جذاب تلقی می‌شوند و به همین دلیل است که پوشیدن سوتین یک پیشرفت فرهنگی است.» زنان برای پوشیدن سوتین تحت فشار قرار می‌گیرند، زیرا جامعه انتظار دارد که سینه‌های آن‌ها «سفت و در وضعیت مناسب بماند» یا اینکه اگر آنها بدون سوتین هستند، به این معنی است که او بی بند و بار، شل یا شلخته است. تعداد فزاینده‌ای از زنان هزاره جدید این ایده‌ها را رد می‌کنند و اعتقاد دارند این ایده‌ها مربوط به دوران پیشین است، زمانی که «وجود یک زن برای نگاه مردانه بوده است».
رفتن بدون سوتین که سال‌ها یک بیانیه سیاسی به حساب می‌آمد، در سال‌های اخیر مد شده است. تعداد فزاینده‌ای از زنان، به‌ویژه آن‌هایی که در میانه نسل هزاره هستند، از نپوشیدن سوتین احساس راحتی بیشتری می‌کنند و آنچه می‌پوشند بیشتر بر اساس خواسته‌هایشان است و نه به دلیل هنجارهای اجتماعی یا ایدئولوژی فمینیستی. با افزایش استقبال از جنبش من هم، همکاران زن و دیگران در نهایت متوجه شدند که حق ندارند دربارهٔ زنی که سوتین نپوشده چیزی بگویند. جنیفر ماهر، استاد مطالعات جنسیتی در دانشگاه ایندیانا، می‌گوید پوشیدن یا نپوشیدن سوتین دیگر «یک اصل فمینیستی» نیست.

### واکنش فمینیستی

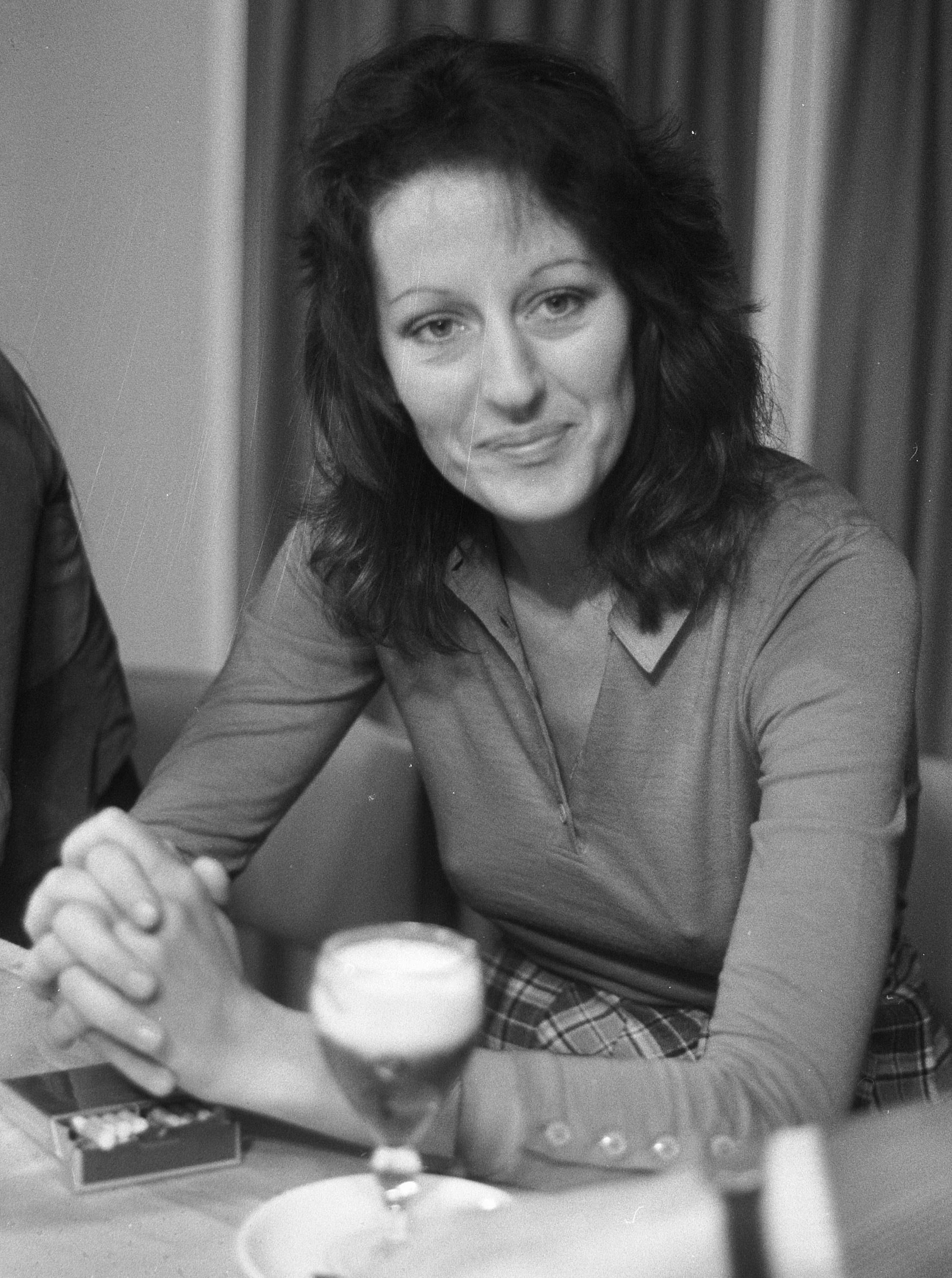
نویسنده ژرمن گریر، ۱۹۷۲، فمینیست و مخالف صریح سوتین.

در طول دهه ۱۹۶۰، تعداد کمی از فمینیست‌ها بدون سینه بند بودن را پذیرفتند. با این حال، اکثر زنان غربی با وجود شکایت از ناراحتی خود همچنان به پوشیدن سوتین ادامه دادند.
در سال ۱۹۶۸ در تظاهرات فمینیستی دوشیزه آمریکا، معترضان به‌طور نمادین تعدادی از محصولات زنانه را در «سطل زباله آزادی» انداختند. اینها شامل سوتین، بود که از جمله مواردی بود که معترضان آن را «ابزار شکنجه زنانه» می‌نامیدند و وسایلی بود که به زعم آنها برای ساختار زنانگی اجباری بود. یک خبر محلی در آتلانتیک سیتی پرس گزارش داد که سوتین‌ها، گن‌ها، مژه‌های مصنوعی، بیگودی‌ها و نسخه‌های مجلات محبوب زنانه در «سطل زباله آزادی» سوختند. : ۱۰۹–۱۱۰ اما افراد حاضر گفتند که نه کسی سوتین خود را سوزاند و نه کسی سوتین خود را درآورد. گزارشگر لیندسی ون گلدر قیاسی را بین معترضان فمینیست و معترضان جنگ ویتنام ترسیم کرد که کارتهای پیش نویس خود را سوزاندند و این تشابه بین معترضانی که کارتهای پیش نویس خود را سوزاندند و زنانی که سوتین خود را سوزاندند توسط برخی سازمان دهندگان از جمله رابین مورگان تشویق شد. کارول هانیش بعداً گفت: «رسانه‌ها به قسمت سوتین توجه کردند.» من اغلب می‌گویم که اگر به ما می‌گفتند «کرست سوز»، هر زن در آمریکا می‌دوید تا به ما بپیوندد.
فمینیسم و «سوتین سوزی» در فرهنگ عامه پیوند خورد. در حالی که زنان فمینیست ممکن است به معنای واقعی کلمه، سوتین‌های خود را در آن روز سوزانده باشند یا نه، برخی به نشانه اعتراض از پوشیدن آن خودداری کردند. نویسنده فمینیست بانی جی داو پیشنهاد کرد که ارتباط بین فمینیسم و سوتین سوزی توسط افرادی که مخالف جنبش فمینیستی بودند تشویق می‌شد. «سوتین سوزی» این تصور را ایجاد کرد که زنان واقعاً به دنبال رهایی از تبعیض جنسی نیستند، بلکه تلاش می‌کنند خود را به عنوان موجودات جنسی مطرح کنند. همان‌طور که سوزان جی داگلاس نوشت، ممکن است افراد به این باور برسند که زنان صرفاً سعی می‌کردند «مد روز و جذب مردان» باشند. : 130  برخی از فعالان فمینیست معتقدند که ضدفمینیسم از افسانه سوزاندن سینه بند و موضوع بی سوتین رفتن برای بی‌اهمیت جلوه دادن آنچه معترضان در تظاهرات فمینیستی ۱۹۶۸ میس آمریکا و جنبش فمینیستی به‌طور کلی انجام دادند استفاده می‌کنند. .
نسل قبلی فمینیست‌ها که خواستار سوزاندن کرست‌ها به عنوان گامی به سوی رهایی بودند، پیش‌بینی می‌شد که فمینیست‌ها سوتین خود را بسوزانند. در سال ۱۸۷۳ الیزابت استوارت فلپس وارد نوشت:
پس کرست‌ها را بسوزانید! … نه، نه نهنگ‌ها را نجات نمی‌دهید، دیگر هرگز به استخوان نهنگ نیاز نخواهید داشت. از فولادهای ظالمی که سالیان سال بر سینه و شکم شما مسلط بوده، آتش بسازید و نفس راحتی بکشید، به شما اطمینان می‌دهم که رهایی شما از این لحظه آغاز شده است.
سوزان براون میلر در کتاب زنانگی خود (۱۹۸۴) این موضع را اتخاذ کرد که زنان بدون سوتین باعث شوک و عصبانیت مردان می‌شوند، زیرا مردان «به‌طور ضمنی فکر می‌کنند که صاحب سینه‌ها هستند و فقط آنها باید سوتین‌ها را باز کنند».
نویسنده فمینیست آیریس ماریون یانگ در سال ۲۰۰۵ نوشت که سوتین "به عنوان مانعی برای لمس کردن عمل می‌کند" و یک زن بدون سینه بند " شخصیت زدایی " می‌شود و "نگاه سخت و نوک تیزی را که فرهنگ فالیک به عنوان یک هنجار مطرح می‌کند، از بین می‌برد." از نظر او، نپوشیدن سوتین و سینه‌های زنان اشیایی با شکل ثابت نیستند، بلکه با حرکت زن تغییر می‌کنند و بدن طبیعی را منعکس می‌کنند. یانگ همچنین استدلال کرد که سوتین‌های تمرینی برای تلقین به دختران به این منظور استفاده می‌شود که سینه‌های خود را به عنوان ابزار جنسی در نظر بگیرند و تمایلات جنسی خود را برجسته کنند. او در سال ۲۰۰۷ نوشت که در فرهنگ آمریکایی، سینه‌ها تابع "[c]apitalist, فرهنگ سرمایه‌داری و مردسالار آمریکایی تحت سلطه رسانه‌ها [که] سینه‌ها را قبل از چنین نگاه دوری که یخ می‌زند و مسلط می‌شود، عینیت می‌بخشد. : ۳۱ آکادمیک وندی برنز-آردولینو در سال ۲۰۰۷ نوشت که تصمیم زنان برای پوشیدن سوتین با میانجیگری " نگاه مردانه " صورت می‌گیرد. : ۳۰–۳۲ 
در مارس ۲۰۱۷، اما واتسون هنرپیشه بدون سینه بند در عکس ونتی فر بود. او مورد انتقاد برخی قرار گرفت که فکر می‌کرد به خاطر حمایت از فمینیسم و پوست نمایی، منافق است. او پاسخ داد: «فمینیسم یعنی دادن حق انتخاب به زنان؛ فمینیسم چوبی نیست که بتوان با آن زنان دیگر را کتک زد. این دربارهٔ آزادی است، دربارهٔ آزادی است، دربارهٔ برابری است. من واقعاً نمی‌دانم که سینه‌های من چه ربطی به آن دارند.»

### تأثیر بر فروش
در سال ۱۹۷۰، فروش سوتین و گن حدود ۹۰۰ میلیون دلار بود که نسبت به ۱ میلیارد دلار در سال قبل کاهش داشت. اما کاهش فروش به دلیل کاهش شدید فروش گن بود که این تأثیر منفی افزایش محبوبیت جوراب شلواری و مینی‌ژوپ بودن است.
تولیدکنندگان محصولاتی را طراحی و به بازار عرضه کردند که باعث غرور شخصی مصرف‌کنندگان می‌شد. مضامین عبارتند از: «با فرمت راجرز اندام باش» و «فرم نفیس زنان را با گل کامل دوست دارد». فروش سینه بند به شدت افزایش یافت. اما سازندگان سوتین همچنین به آغاز روندی اشاره کردند که در آن زنان ترجیح می‌دهند از سوتین استفاده نکنند، به خصوص زمانی که در خانه یا در سایر محیط‌های غیررسمی استراحت می‌کنند.

### نپوشیدن سینه بند به عنوان نوعی اعتراض
در دهه ۱۹۶۰، برخی از زنان هیپی برای بیان اظهارات سیاسی در مورد آزادی جنسی یا رابطه خود با طبیعت و بدن خود، بدون سینه بند بودند. در سال ۱۹۶۶، در دوران اوج دوران هیپی در سانفرانسیسکو، دو دانشجوی زن در کالج ایالتی سانفرانسیسکو به قانون پیشنهادی که زنان را ملزم به پوشیدن سوتین هنگام راه رفتن سینه‌لختیدر نزدیکی محوطه دانشگاه می‌کرد، اعتراض کردند. در ۱ اوت ۱۹۶۹، روز ضد سوتین در سانفرانسیسکو در اعتراض به فشارهای جامعه برای پوشیدن لباس‌های تنگ و زنانه اعلام شد. این اعتراض جمعیت زیادی را به خود جلب کرد و ترافیک را مسدود کرد و چند زن سوتین‌های خود را از زیر لباس‌های خود در منطقه مالی درآوردند.

### نپوشیدن سینه بند به عنوان یک مد

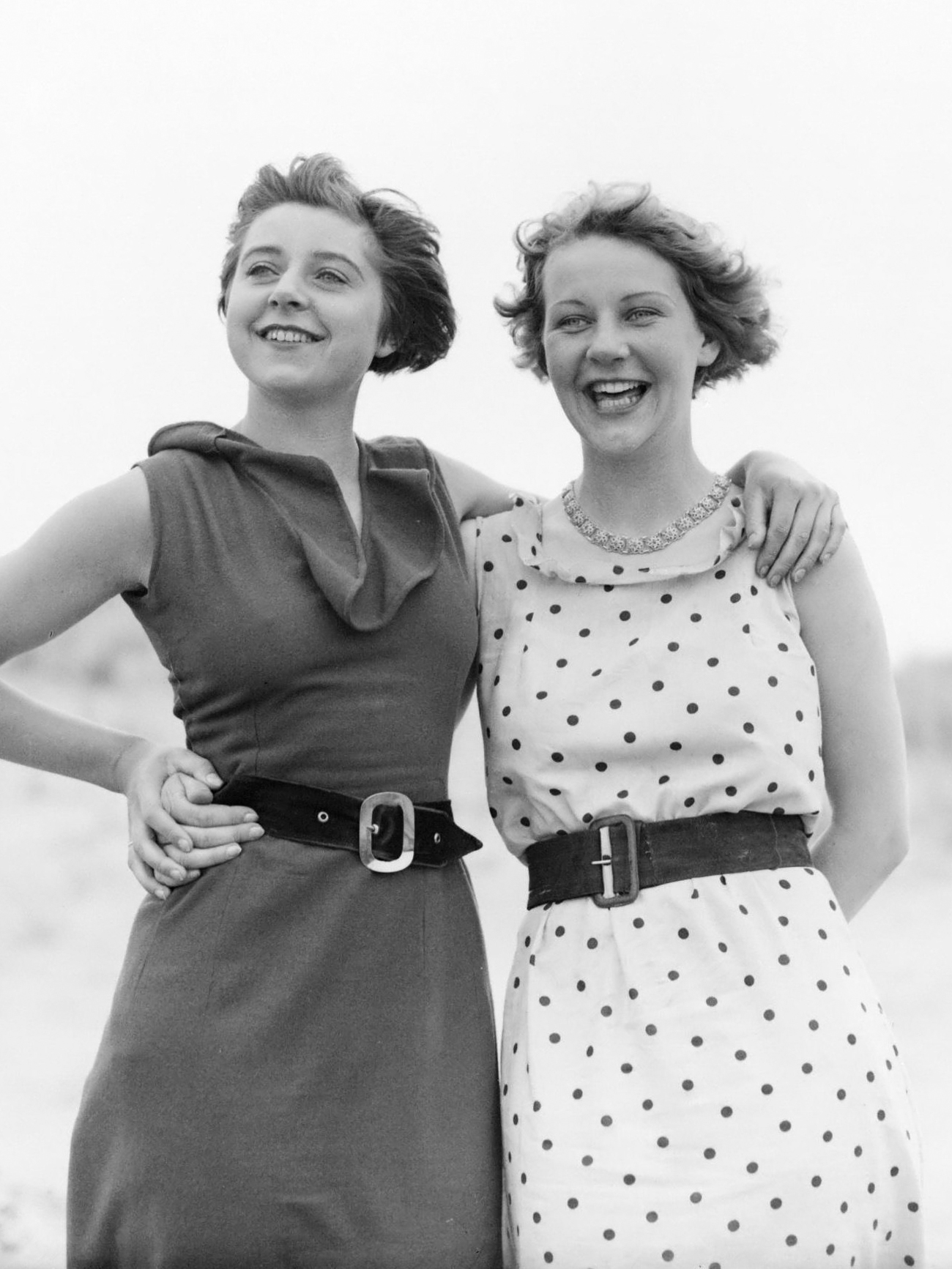
سیسی ون بنکم و اوا والدشمیت، مدل‌های ۱۹۳۲.

در سال ۱۹۶۸، اندکی پس از اعتراض فمینیست‌ها به سوتین و سایر محصولات زنانه در مسابقه دوشیزه آمریکا، مارلو توماس بازیگر شروع به بازی بدون سینه بند در سریال تلویزیونی پربیننده آن دختر کرد. «خداوند زنان را برای جهش آفرید، پس چنین باشد». توماس در مصاحبه ای در مجله گود هاوس‌کیپینگ گفت. «اگر من پرش کنم، خوشحالم که دختر هستم.» در ۵ اوت ۱۹۷۰، نیویورک تایمز نوشت که «ظاهرا بدون سوتین‌ها یک ساحل در منهتن ایجاد کرده‌اند. . . به‌طور کلی، زن بدون سوتین زیر ۳۰ سال و سینه کوچک است. اما مادربزرگ‌ها نیز در میان انبوه افراد هستند، مانند افراد C و D - که بیشترین نظرات را، چه موافق و چه مخالف، از چشم‌گیرهای مرد دریافت می‌کنند.»
در سال ۱۹۷۱، بیانکا جگر، فعال و هنرپیشه، سنت شکنی کرد و در مراسم عروسی کاتولیک خود یک ژاکت دوزدار ایو سنت لوران اسموکینگ پوشید که زیر آن چیزی به تن نداشت. دبی هری خواننده، ترانه‌سرا، مدل و بازیگر به دلیل استفاده از سوتین در دهه ۱۹۷۰ شهرت داشت. جری هال، مدل و بازیگر، در همان دوره‌ای که اغلب از او عکس‌های بدون سوتین و در مجلات مد نشان داده می‌شد، نمونه‌ای دیگر بود.
سابینا سوکول، نویسنده و تأثیرگذار اجتماعی به این دلیل که هرگز سوتین نپوشیده است، شناخته شده است. او دلیل این کارش را به ناراحتی نسبت می‌دهد.
شخصیت‌های زن جوان در نمایش جنجالی دختران HBO (2012-2017) لینا دانم اغلب بدون سوتین بودند."
تعداد فزاینده ای از زنان دلایل پزشکی، فیزیولوژیکی، تشریحی و اجتماعی که قبلاً برای پوشیدن سوتین مورد قبول بوده است را زیر سؤال می‌برند. آنها تشخیص می‌دهند که به دلایل روانی، زیبایی شناختی یا عملی سوتین می‌پوشند. یک جنبش غیررسمی از آزادی سینه، آزادی سینه‌لختی، آزادی سوتین یا به سادگی بدون سوتین حمایت می‌کند. تعداد زیادی مقاله در مجلات و ویدیوهای یوتیوب وجود دارد که در آنها زنان انگیزه‌های خود را توصیف می‌کنند و راهنمایی‌هایی را در مورد نحوه استفاده از سوتین ارائه می‌دهند. ساوانا براون شاعر لندنی ویدیویی در یوتیوب منتشر کرد، «راهنمای ساو برای بدون سینه بند» نزدیک به یک میلیون بازدید دارد.

### مشکلات مذهبی
در سال ۲۰۰۹، گروه اسلامی تندرو الشباب سومالی، زنان را مجبور کرد که سینه‌های خود را به‌وسیلهٔ اسلحه تکان دهند تا ببینند آیا سوتین می‌پوشند یا خیر. یکی از ساکنان موگادیشو که دخترانش شلاق خورده بودند، گفت: «اسلام گرایان می‌گویند که سینه یک زن باید به‌طور طبیعی سفت یا صاف باشد.»

### کمپین نوک پستان را آزاد کنید

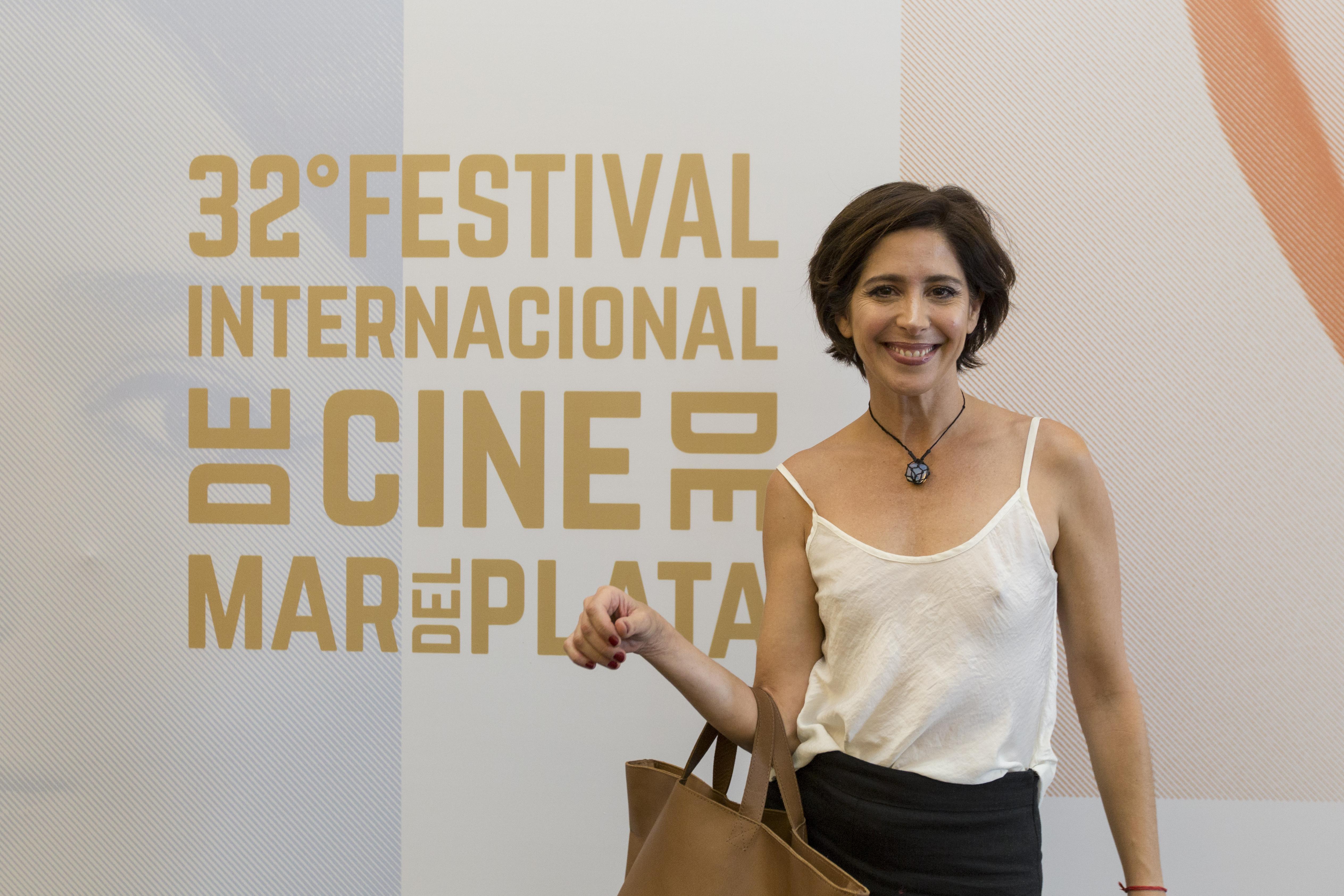
تجربه راحتی فردی است. برای بسیاری از زنان، راحتی دلیل پوشیدن سوتین است. زنانی که نیازی به سوتین ندارند بیشتر بر اساس موقعیت، مد روزگار و انتظارات اطرافیانشان هدایت می‌شوند - اما در نهایت راحتی مهم است. بازیگر زن لورا نووا در یک جشنواره فیلم در سال ۲۰۱۷

پس از ساخت فیلمی به این نام در سال ۲۰۱۵، زنان در آزادی پستانشرکت کردند. آنها به ممنوعیت‌های قانونی و تابوهای فرهنگی مرتبط با برهنه بودن سینه‌های زنانه در مکان‌هایی که برهنه بودن برای مردان قانونی است، اعتراض کردند. کمپین نوک پستان را آزاد کن تا حدی به دلیل استانداردهای دوگانه و سانسور بدن زنان در شبکه‌های اجتماعی آغاز شد. طرفداران آن معتقدند که برهنه بودن نوک پستان زنان باید از نظر قانونی و فرهنگی قابل قبول باشد.
در بسیاری از کشورهای غربی، زنان از رسانه‌های اجتماعی برای نشان دادن حمایت خود از حق لباس پوشیدن یا بدون سوتین بودن استفاده کردند. در ایسلند در روز آزادی نوک پستان در سال ۲۰۱۵، برخی از دانشجویان دختر دانشگاه به‌طور عمدی لباس‌هایی پوشیدند که نشان می‌داد آنها سوتین نپوشیده‌اند و چند نفر دیگر ترجیح دادند برای آن روز برهنه باشند. تین ووگ گزارش داد که جنبش نوک سینه را آزاد کن ممکن است در ابتدا بر روی برهنه بودن تمرکز داشته باشد، اما به ایده استفاده از سینه بند زیر لباس نیز تبدیل شده است. زنان به دنبال آزاد کردن نوک پستان زیر لباس بیرونی خود هستند.

### روز بدون سوتین
یکی از نتایج مقاومت در برابر سوتین، تشکیل روز بدون سوتین در سال ۲۰۱۳ بود. در سال ۲۰۱۷، این روز به صورت غیررسمی توسط زنان در ۳۰ کشور برگزار شد. از جمله نیوزلند، رومانی، مالزی، اسکاتلند، هند و غنا. بیش از ۸۲۰۰۰ زن با استفاده از هشتگ #nobraday تصاویری را در توییتر و اینستاگرام منتشر کردند.

### توانمندسازی زنان
برخی از رسانه‌ها با داستان‌های استثمارگرانه از پدیده بدون سینه بند استفاده کرده‌اند. وب سایت تبلوید TMZ مطلبی در مورد «روز بدون سوتین مبارک» با تصویری از سلنا گومز با تاپ شفاف منتشر کرد. یه سایت دیگر گالری عکسی را با عنوان «#NoBraDay: 15 مشهور که با آزاد شدن کیف‌های سرگرم‌کننده خود در مورد آنها غوغا می‌کنند» را به نمایش گذاشت.
یک زن نظر داد، "دلیلش این است که سعی کردم بدون سوتین باشم و آن را بیشتر دوست داشتم. این یک تصمیم سیاسی نبود، مگر تا آنجا که هر کاری که یک زن با بدن خود انجام می‌دهد و اجازه نمی‌دهد فرد دیگری دیکته کند که با آن چه باید بکند، یک تصمیم سیاسی است.

### مخالفت با آموزش سوتین
در فرهنگ غربی، سوتین گاهی به عنوان نماد فرهنگ عامه دیده می‌شود، : ۱۹۲ و خرید اولین سوتین دختر توسط برخی جوامع به عنوان مراسمی که مدتها در انتظار ورود به زنانه بود، تلقی می‌شود، : ۳۶ دلالت بر سن بلوغ او دارد. سنی که دختران برای اولین بار سوتین می‌پوشند گاهی بحث‌برانگیز است. در فرهنگ‌های غربی که ارزش زیادی برای جوانان قائل هستند، سوتین برای زنان در هر سنی با تأکید بر توانایی آنها برای حفظ ظاهر جوانی به بازار عرضه می‌شود.
دختران جوان ممکن است از سن ۹ سالگی یا در اواخر ۱۸ سالگی شروع به رشد سینه کنند. مرحله اولیه رشد سینه به عنوان «جوانه زدن سینه» شناخته می‌شود و در مقیاس تانر اندازه‌گیری می‌شود. برخی بر این باورند که دخترانی که در حال رشد سینه‌ها هستند ممکن است خودآگاه باشند و برای پنهان کردن سینه‌های در حال ظهور خود و برای راحتی روانی به سوتین بخواهند. دختری که در حال رشد سینه هاست نیازی به حمایت فیزیکی ندارد، بنابراین سوتین‌های تمرینی فقط اهداف اجتماعی و روانی را دنبال می‌کنند. انواع سوتین‌ها اغلب برای اهداف مد روز طراحی و به بازار عرضه می‌شوند تا کاربردی. سوتین آموزشی برای کمک به عادت کردن دختران جوان به پوشیدن لباس زیر زنانه به بازار عرضه شده است.
منتقدان سوتین‌های آموزشی می‌گویند که شرکت‌ها تمایل دختران بسیار جوان را برای احساس جذابیت و زیبایی بیشتر جلب می‌کنند. مخالفان بر این باورند که تولیدکنندگان سوتین‌های آموزشی را به عنوان راهی برای جنسیت بخشیدن به دختران جوان و تلقین به آنها در مورد سینه‌های خود به عنوان وسایل جنسی به بازار عرضه می‌کنند. منتقدان بر این باورند که کسب و کارها با تشویق بلوغ جنسی زودرس در دختران و سوء استفاده از ترس آنها در مورد تصور از خود و هنجارهای اجتماعی از نظر مالی سود می‌برند.

## مسائل حقوقی

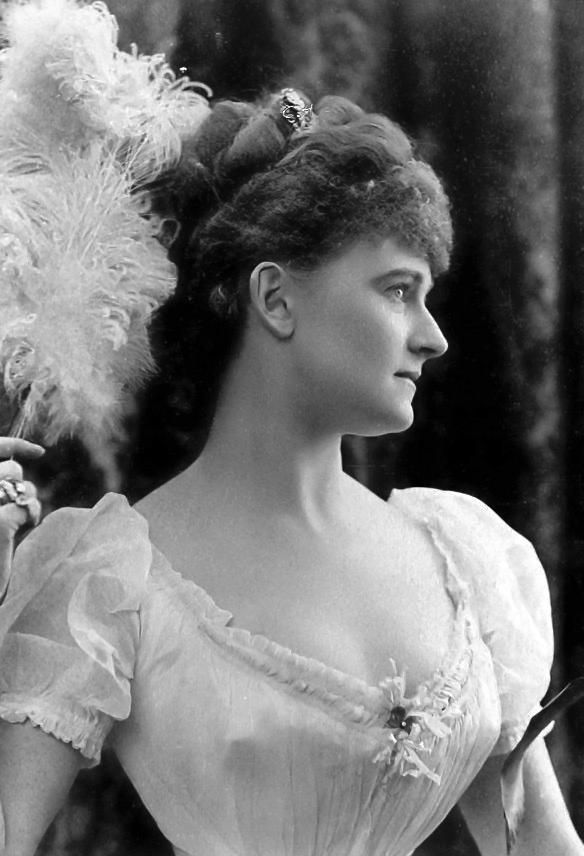
دیزی گرویل، کنتس وارویک، ۱۸۸۰

تعداد و تنوع مسائل حقوقی زنان در مورد پوشیدن یا نپوشیدن سوتین، عمق و پیچیدگی موضوع را در جامعه نشان می‌دهد.

### مسائل امنیتی
در انتاریو، کانادا، پلیس پس از اینکه فاش شد که زنی که در بازداشت به سر می‌برده مجبور بوده سوتین خود را قبل از انجام تست تنفسی درآورد، مورد انتقاد قرار گرفت. پلیس اظهار داشت که از زنان در بازداشت خواسته است تا هر وسیله‌ای را که می‌تواند به عنوان «بند یا کش برای آسیب رساندن به خود یا خفه کردن» از جمله گردنبند، کراوات، بند کفش و سوتین مورد استفاده قرار گیرد را تحویل دهند. به گفته وکیل او، این زن به‌طور معمول بدون سوتین در انظار عمومی نمی‌رفت و از این الزام «هراسان و ناراحت» بود.
در سال ۲۰۱۳، در همان زمان که پلیس ونکوور زنان را ملزم به درآوردن سوتین خود کرد، پلیس منطقه یورک توسط یک قاضی موظف شد این سیاست منطبق را تغییر دهد. اصلاح آن اینگونه بود که الزام کلی به موارد پس از ارزیابی فردی تغییر یافت.
در پرونده مشابهی در اوزاکا در سال ۲۰۱۷، یک متهم زن از پوشیدن سوتین در حین بازداشت منع شد. اگرچه قوانین پلیس به زنان اجازه می‌دهد برای حضور در دادگاه درخواست سوتین بدهند، اما درخواست او رد شد. وکلای او شکایتی را به کانون وکلای اوزاکا ارائه کردند و مدعی شدند که انکار حق زن برای پوشیدن سوتین «نقض حقوق بشر» است.
حق انتخاب زندانیان در نپوشیدن سوتین در استان انتاریو کانادا در سال ۲۰۱۴ تأیید شد.

### کد لباس محل کار
برخی از کارفرمایان همچنان زنان را ملزم به پوشیدن سوتین می‌کنند. قوانین مربوط حاکم بر کد لباس محل کار ممکن است کارفرمایان را قادر به القای الزامات پوششی که بین جنسیت‌ها متفاوت است، کنند، با این حال در ایالت نیویورک، قانون حقوق بشر کارفرمایان را از «به‌کارگیری استانداردهای آرایش یا ظاهر که الزامات متفاوتی را برای افراد بر اساس جنسیت تحمیل می‌کند، بازمی‌دارد».
در ژانویه ۲۰۱۱، یک دادگاه آلمانی حکم داد که کارفرمایان می‌توانند از کارمندان زن بخواهند که در محل کار خود سوتین یا زیرپیراهن بپوشند. این پرونده شامل یک شرکت امنیتی فرودگاه بود که از ضروری بودن سوتین‌ها، به عنوان بخشی از قانون لباس، برای «حفظ ظاهر منظم یونیفرم‌های ارائه شده توسط کارفرما» دفاع می‌کرد. این پرونده به کارفرمایان و شرکت‌ها در آلمان این امکان را می‌دهد تا از کارمندان زن خود بخواهند که سوتین بپوشند و کارمندان زن را که این قانون را رعایت نمی‌کنند اخراج کنند.

### کدهای لباس عمومی
پلیس اخلاق نهادهایی در برخی کشورها هستند که وظیفه پلیس را دارند و قوانین سختگیرانه پوشش و لباس را اجرا می‌کنند. مواردی گزارش شده است که این پلیس زنان را به دلیل نداشتن سوتین سرزنش می‌کند.
در ژوئیه ۲۰۱۹، زنی در ایران به دلیل نپوشیدن سوتین دستگیر شد که اقدامات او به‌طور بالقوه «[برانگیختن] مردان است». در داخل ایران ، گشت ارشاد (گشت ارشاد) به‌عنوان مأموران مخفی عمل می‌کند که تفسیرها و انتظارات دولتی از اخلاق، از جمله قوانین پوشش، را اجرا و حمایت می‌کنند. گشت ارشاد با حمایت شبه‌نظامیان بسیجی و ایجاد شده توسط قوه قضائیه و پلیس ایران، تمرکز اصلی خود را بر رعایت حجاب دارد و همه زنان ایرانی (از جمله) ملزم به رعایت قوانین پوشش هستند محافظه کاری نرگس زن دستگیر شده بلافاصله پس از خروج وی از ایستگاه مترو، توسط سه زن گشت ارشاد به داخل خودروی ون منتقل شد. او مدعی شد که به دلیل استفاده از داروهایی که برای درمان یک بیماری فیبروکیستیک حاد استفاده می‌شود، پوست و سینه‌هایش حساس و دردناک شده‌اند و موضع خود را با این جمله توجیه می‌کند که «من در خانه، محل کار یا حتی در مهمانی‌ها سوتین نمی‌پوشم». برای آزادی، نرگس مجبور به امضای تعهدی شد که دیگر اینکار را تکرار نکند.

## در فرهنگ عامه
قبل از اجرای دقیق نظامنامه تولید تصاویر متحرک در اواسط سال ۱۹۳۴، کارول لمبارد بازیگر همیشه بدون سینه بند بود، همان‌طور که جین هارلو بود. بسیاری از فیلم‌های هالیوود پیشا-کد با انرژی جنسی مشخص می‌شدند، از جمله صحنه‌هایی از زنان بدون سوتین. پس از اجرای این کد، تا دهه ۱۹۶۰ دیگر سینه بند در فیلم نمایش داده نشد.

## نگارخانه نقاشی‌های تاریخی

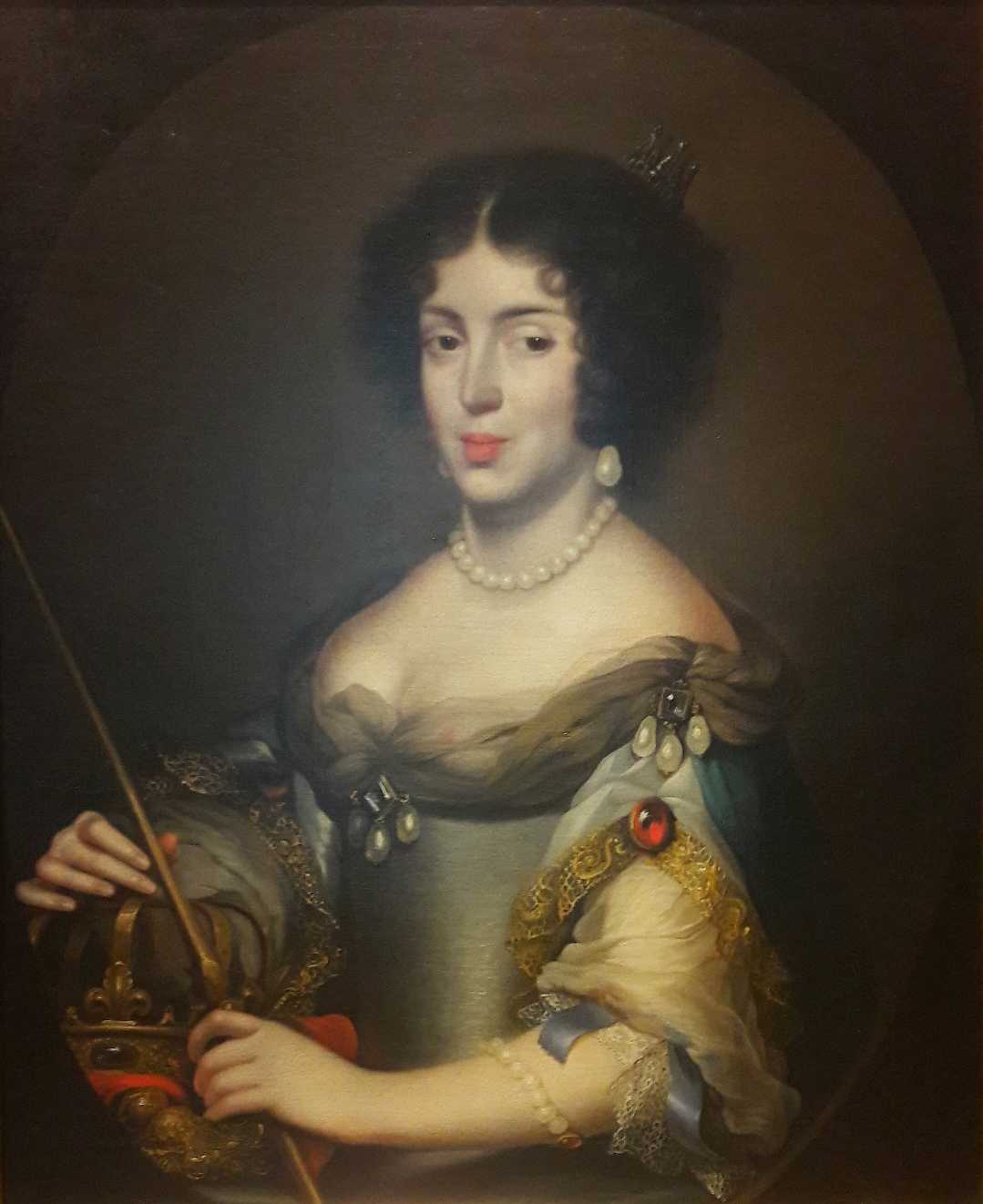
ملکه لهستان ۱۶۸۶ تا ۱۶۷۴
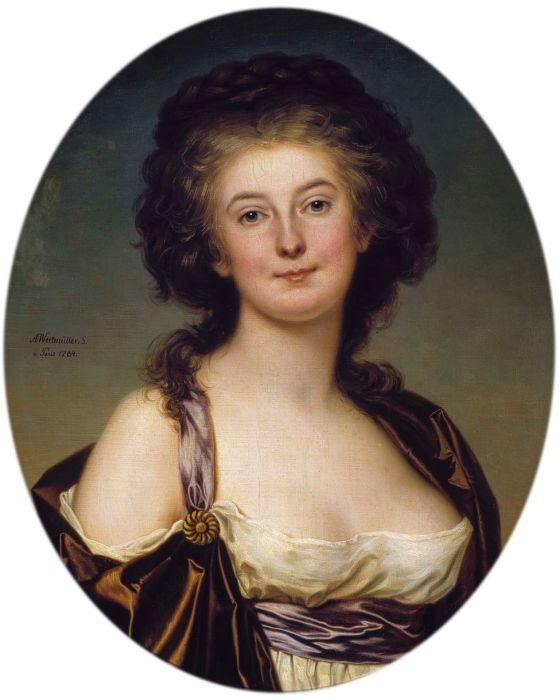
خواننده اپرا شارلوتا اکرمن در سال ۱۷۸۴.
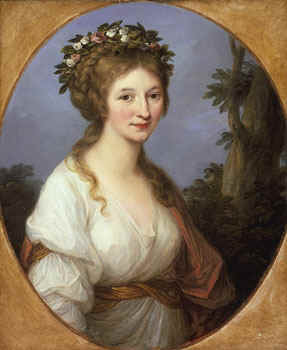
کنتس دورتا وون مودام در سال ۱۷۸۵.
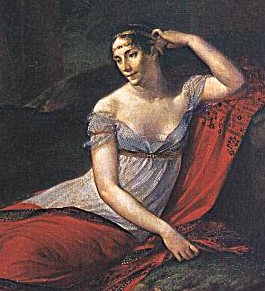
ملکه جوزفین ۱۸۰۵.
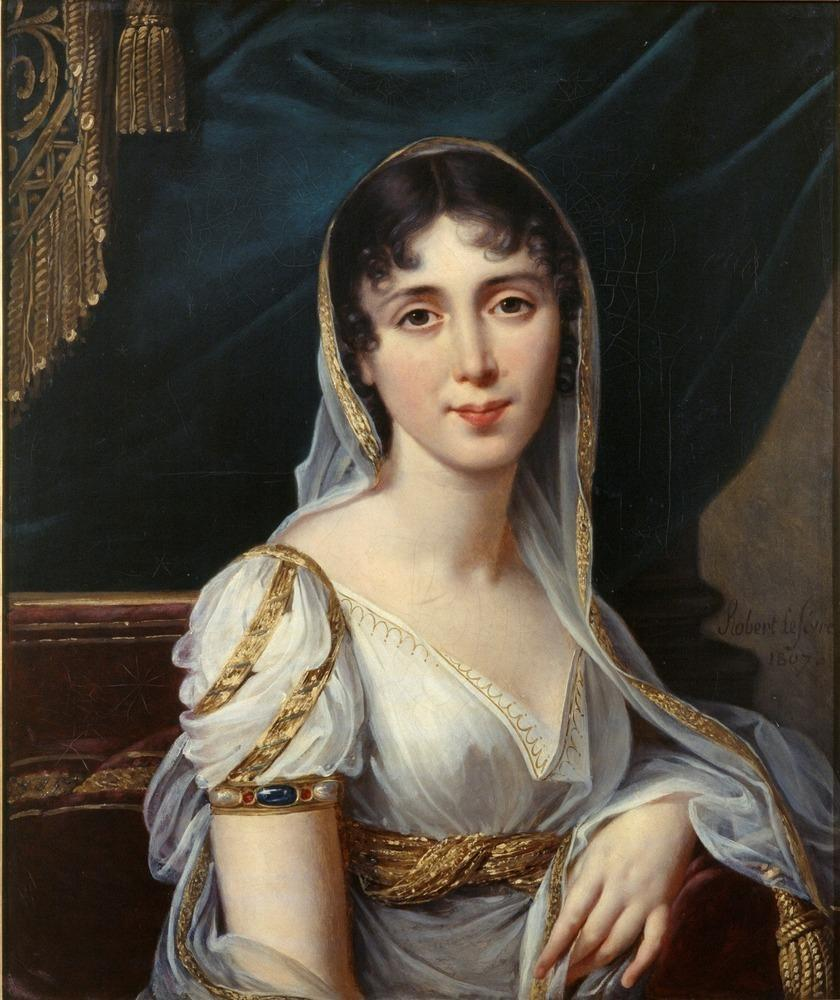
ملکه دیسایدریا، ۱۸۰۷، ملکه سوئد ۱۸۱۸-۱۸۴۴.
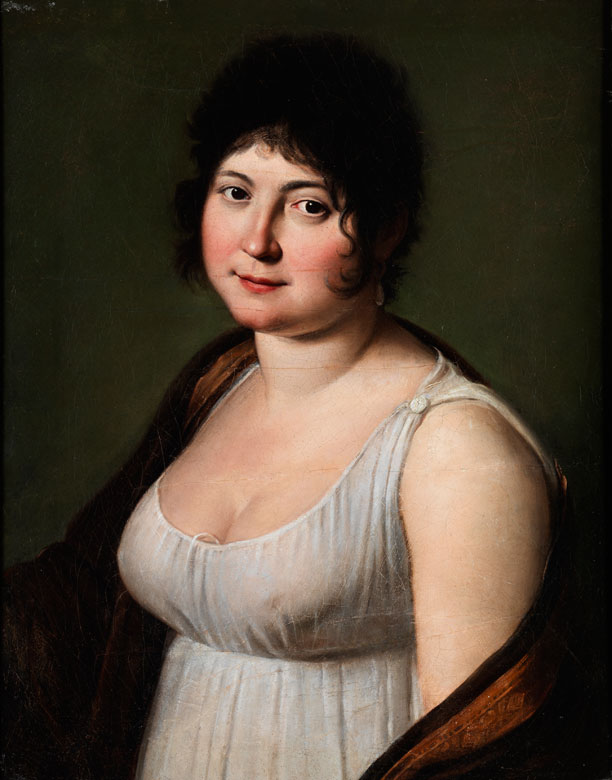
زن جوان با لباس امپراتوری، حدوداً ۱۸۱۰.
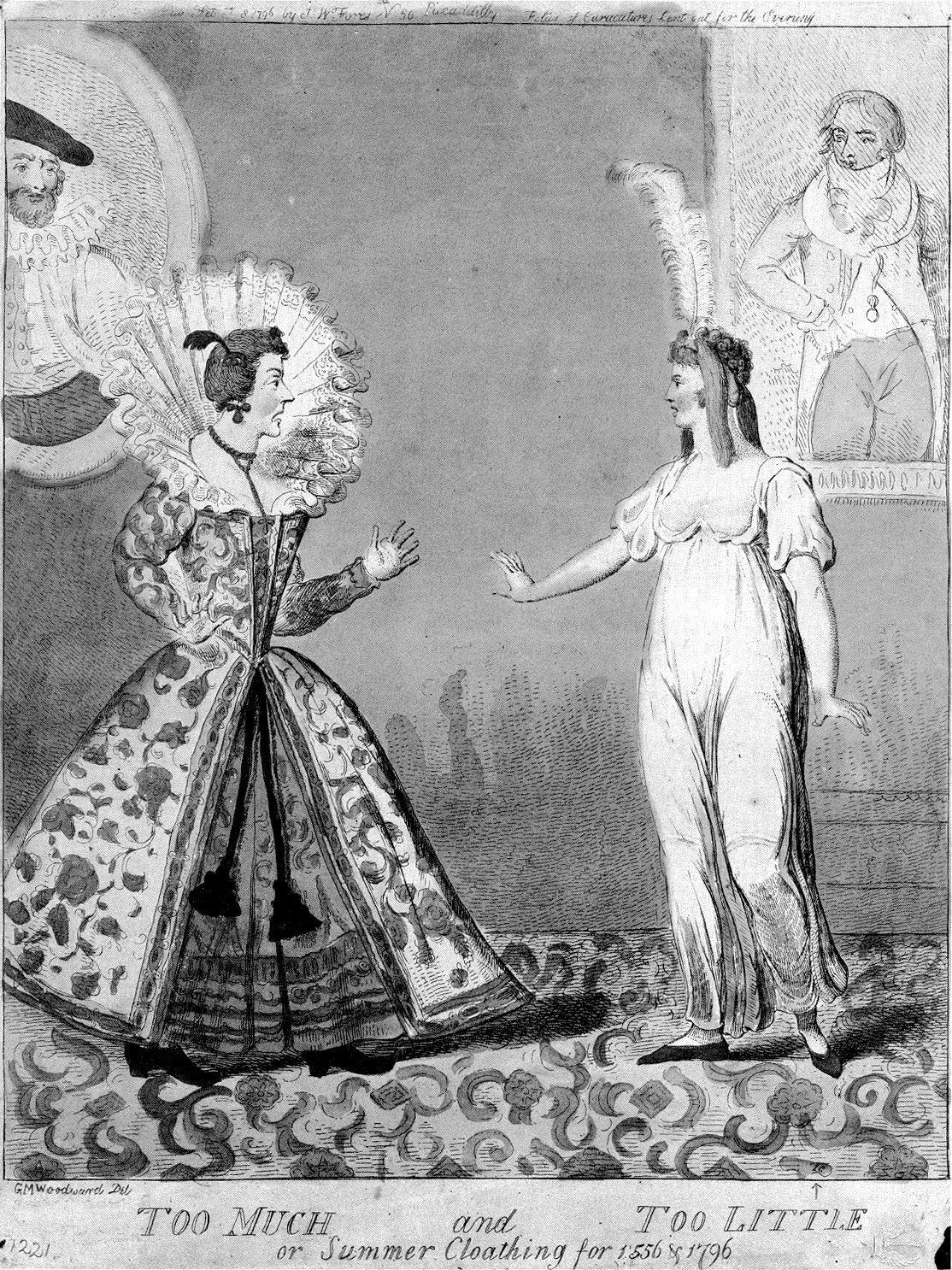
"خیلی زیاد و کم". طنز از آیزاک کرویکشانک، ۱۷۹۶.
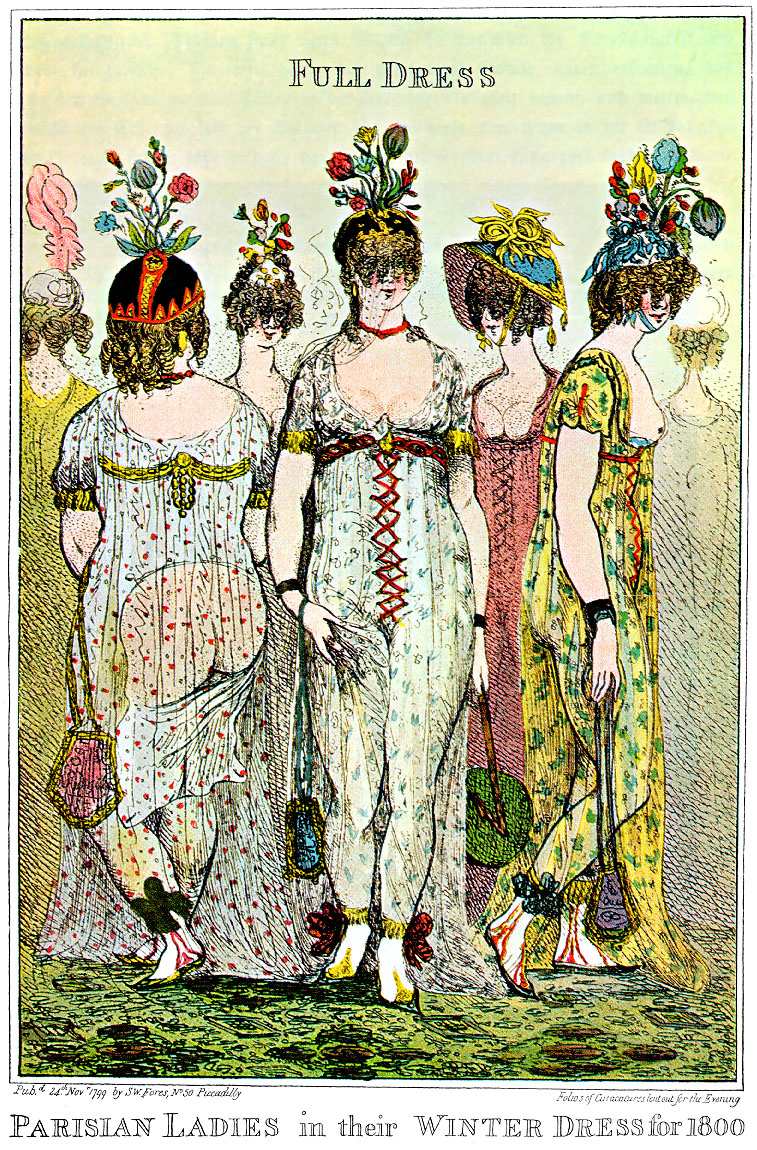
مدل پاریسی. طراحی طنز توسط ایزاک کرویکشانک، ۱۷۹۹.